# Oslo Vikings 2019
Questa voce raccoglie le informazioni riguardanti gli Oslo Vikings nelle competizioni ufficiali della stagione 2019.

## Prima squadra

### Eliteserien 2019

#### Stagione regolare
| Skjeberg 5 maggio 2019, ore 14:00 | Sarpsborg Olavs Menn | 0 – 46 | Oslo Vikings | Skjeberg Sport |

| Oslo 11 maggio 2019, ore 14:00 | Oslo Vikings | 34 – 19 | Kristiansand Gladiators | Frogner Stadion |

| Oslo 16 maggio 2019, ore 19:00 | Vålerenga Trolls | 13 – 36 | Oslo Vikings | Frogner Stadion |

| Oslo 26 maggio 2019, ore 15:00 | Oslo Vikings | 56 – 6 | Sarpsborg Olavs Menn | Frogner Stadion |

| Eidsvoll 2 giugno 2019, ore 14:00 | Eidsvoll 1814's | 21 – 28 | Oslo Vikings | Bøn |

| Oslo 16 giugno 2019, ore 14:00 | Oslo Vikings | 52 – 0 | Vålerenga Trolls | Frogner Stadion |

#### Playoff
| Oslo 30 giugno 2019 | Oslo Vikings | 63 – 14 | Sarpsborg Olavs Menn | Frogner Stadion |

| Oslo 6 luglio 2019, ore 16:00 | Oslo Vikings | 26 – 6 | Eidsvoll 1814's | Frogner Stadion |

### Statistiche di squadra
| Competizione | %Vittorie | In casa | In casa | In casa | In casa | In casa | In casa | In trasferta | In trasferta | In trasferta | In trasferta | In trasferta | In trasferta | Totale | Totale | Totale | Totale | Totale | Totale |
| Competizione | %Vittorie | G       | V       | N       | P       | Pf      | Ps      | G            | V            | N            | P            | Pf           | Ps           | G      | V      | N      | P      | Pf     | Ps     |
| ------------ | --------- | ------- | ------- | ------- | ------- | ------- | ------- | ------------ | ------------ | ------------ | ------------ | ------------ | ------------ | ------ | ------ | ------ | ------ | ------ | ------ |
| Campionato   | 1.000     | 3       | 3       | 0       | 0       | 142     | 25      | 3            | 3            | 0            | 0            | 110          | 34           | 6      | 6      | 0      | 0      | 252    | 59     |
| Playoff      | 1.000     | 2       | 2       | 0       | 0       | 89      | 20      | 0            | 0            | 0            | 0            | 0            | 0            | 2      | 2      | 0      | 0      | 89     | 20     |
| Totale       | 1.000     | 5       | 5       | 0       | 0       | 231     | 45      | 3            | 3            | 0            | 0            | 110          | 34           | 8      | 8      | 0      | 0      | 341    | 79     |

## Seconda squadra

### 2. Divisjon 2019

#### Stagione regolare
| Oslo 14 aprile 2019, ore 14:00 | Oslo Vikings 2 | 36 – 38 | Lillestrøm Starfighters | Frogner Stadion |

| Gjøvik 28 aprile 2019, ore 14:00 | Gjøvik Swans | 37 – 48 | Oslo Vikings 2 | Vind Idrettsplass |

| Lade 4 maggio 2019, ore 14:00 | NTNUI Nidaros Domers | 35 – 0 (a tavolino) | Oslo Vikings 2 |  |

| Fredrikstad 1º giugno 2019, ore 14:00 | Fredrikstad Kings | 6 – 50 | Oslo Vikings 2 | Kongstenbanen |

| Oslo 8 giugno 2019, ore 14:00 | Oslo Vikings 2 | 48 – 33 | Ålesund Phoenix | Frogner Stadion |

### Statistiche di squadra
| Competizione | %Vittorie | In casa | In casa | In casa | In casa | In casa | In casa | In trasferta | In trasferta | In trasferta | In trasferta | In trasferta | In trasferta | Totale | Totale | Totale | Totale | Totale | Totale |
| Competizione | %Vittorie | G       | V       | N       | P       | Pf      | Ps      | G            | V            | N            | P            | Pf           | Ps           | G      | V      | N      | P      | Pf     | Ps     |
| ------------ | --------- | ------- | ------- | ------- | ------- | ------- | ------- | ------------ | ------------ | ------------ | ------------ | ------------ | ------------ | ------ | ------ | ------ | ------ | ------ | ------ |
| Campionato   | .600      | 2       | 1       | 0       | 1       | 84      | 71      | 3            | 2            | 0            | 1            | 98           | 78           | 5      | 3      | 0      | 2      | 182    | 149    |
| Totale       | .600      | 2       | 1       | 0       | 1       | 84      | 71      | 3            | 2            | 0            | 1            | 98           | 78           | 5      | 3      | 0      | 2      | 182    | 149    |